# Cassiopeia xamachana
La medusa invertida (Cassiopea xamachana) es una especie de medusa tropical. Es un escifozoo bentónico (Rhizostomeae) que se encuentra comúnmente en ecosistemas costeros tropicales y subtropicales poco profundos, como manglares y lechos de pastos marinos. Cassiopea spp. son únicos entre los esciphomedusae en que su característica exumbrella plana descansa en el fondo del mar, mientras que su subumbrella convexa y sus brazos orales miran hacia arriba. .

## Descripción
Alcanza los 30-35 cm de diámetro. Posee más de 40 pequeñas aberturas bucales y 8 largos tentáculos bucales ramificados, con elaborados flecos compuestos de vejigas llenas de diminutas algas unicelulares (zooxantelas) que proporcionan a la medusa un color verdoso o parduzco y con las que ésta mantiene una relación simbiótica.  

## Hábitos alimenticios
La medusa de arriba hacia abajo tiene una relación simbiótica con las zooxantelas, ubicadas en su mesoglea. Las zooxantelas ayudan a las medusas a obtener la mayor parte de su carbono, sin embargo, no satisface las necesidades metabólicas diarias de las medusas por lo que estas deben complementar su dieta. Filtran el alimento, absorbiendo nutrientes disueltos en el agua y / o capturando presas con sus tentáculos.
Después de que la presa ha sido capturada, la medusa comienza la digestión en la superficie oral y mueve la presa parcialmente digerida donde puede ser ingerida por una boca secundaria. La medusa al revés ha mutado de otras medusas a medida que su boca central se ha ocluido y se han creado varias bocas secundarias en los extremos de las ramas manubriales. Después de que la presa ha sido capturada, la medusa comienza la digestión en la superficie oral y mueve la presa parcialmente digerida donde puede ser ingerida por una boca secundaria. 
Es capaz de nadar, aunque lo hace rara vez. Cuando nada, adopta la posición típica de todas las medusas, con la umbrela hacia arriba.
Una especie de cangrejo, Dorippe frascone, transporta a menudo un ejemplar de medusa invertida sobre su caparazón. Los tentáculos urticantes de la medusa disuaden a los depredadores del cangrejo.

## Reproducción
La medusa invertida empieza su vida como un organismo natatorio de hasta 2 cm de diámetro. Pronto, invierte su campana, desciende hasta el sustrato y se adhiere a él. Su ciclo vital, como el de muchas otras medusas, alterna fases de medusa y fases de pólipo, y la reproducción sexual con la asexual (estrobilación). La medusa invertida posee una gran tolerancia térmica: estrobila durante el verano, mientras que otras especies estrobilan durante el invierno.

## Cassiopea-SymbiodiniumSimbiosis
En muchos escifozoos, la transición del pólipo a la medusa, conocida como estrobilación, puede desencadenarse por la temperatura y otras señales exógenas. Sorprendentemente, la estrobilación en Cassiopea requiere la colonización por el endosimbionte Symbiodinium spp. La colonización del pólipo por el simbionte (es decir, el dinoflagelado), y la posterior estrobilación de una ephyra, ocurre en varias etapas discretas. El proceso de colonización comienza cuando los simbiontes entran en el pólipo a través de la boca y luego son fagocitados por el gastrodermo. La colonización exitosa de las células cnidarias requiere la supresión de la respuesta inmune del huésped, revelando así un vínculo entre la simbiosis y la inmunidad innata. Junto con otros cnidarios, las medusas muestran evidencia de producir péptidos antimicrobianos que indican su capacidad para identificar entre sí mismos y no propios. Esta capacidad sería útil para regular la composición microbiana del huésped, así como la colonización y proliferación de simbiontes.

## Roles del ecosistema
La relación simbiótica entre las medusas al revés y las zooxantelas fotosintéticas es ecológicamente valiosa, ya que proporciona una vía para convertir la energía en formas utilizables para el ecosistema marino. La relación simbiótica entre los dos es similar a la de las zooxantelas y el coral. Los escitasistomas recién producidos deben adquirir sus simbiontes de la alimentación o absorción del agua circundante.
Cangrejos de agua usan regularmente las medusas al revés como una forma de protección. Cuando los cangrejos llegan a la superficie o al borde del lecho de agua, llevan las medusas al revés sobre sus espaldas, utilizando los tentáculos como escudo.

## Toxinología y Cnidome

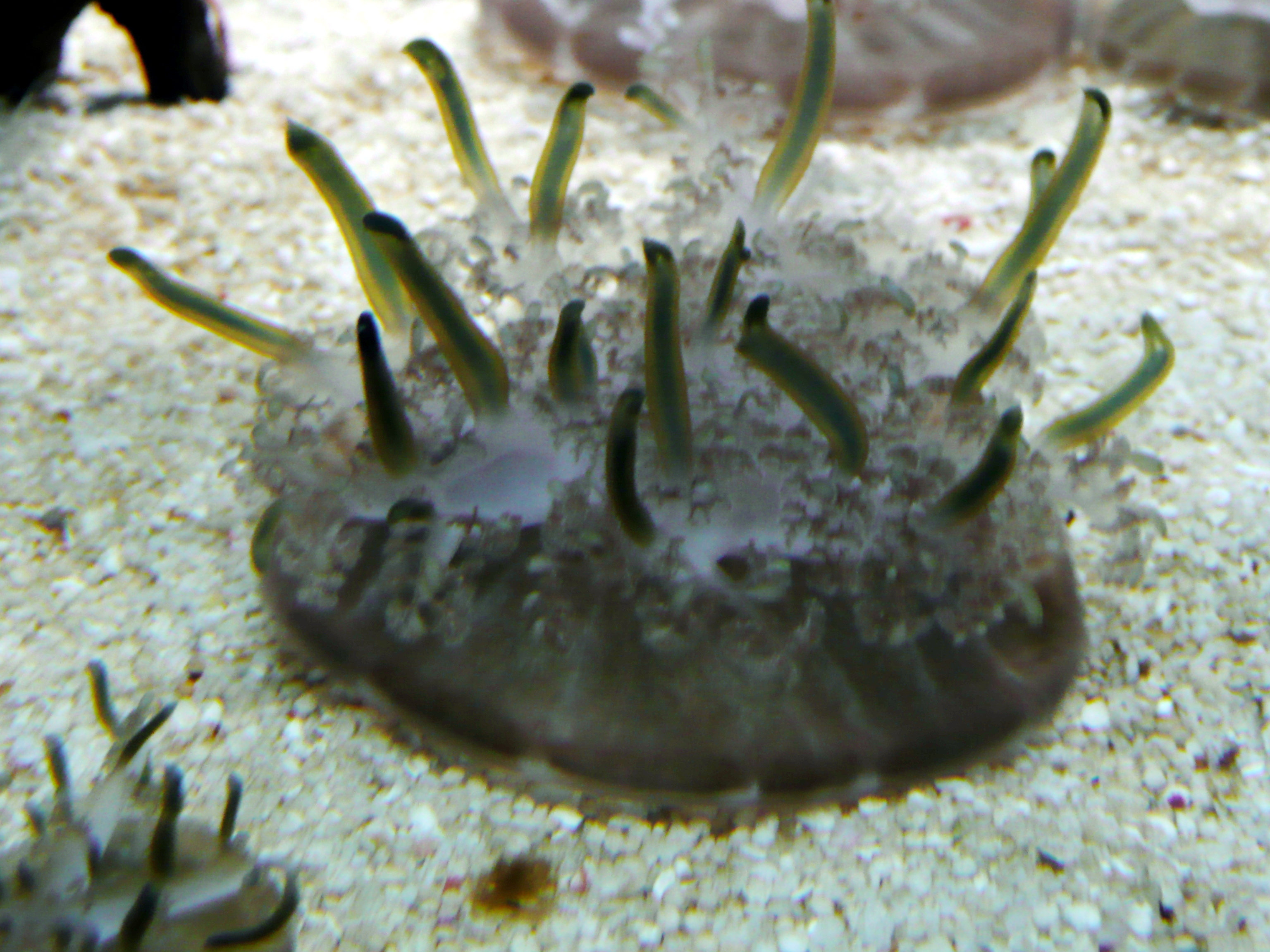
Cassiopea xamachana in aquarium of Loro Parque (Puerto de la Cruz, Tenerife)

Cassiopea medusae tiene una capacidad leve para picar, y solo se ha informado que unos pocos casos de envenenamiento humano causan síntomas que van desde erupción, hinchazón, vómitos y urticaria. Los estudios que incluyen inferencias toxinológicas se han centrado en varias propiedades bioactivas de los extractos de veneno crudo, que incluyen citólisis y hemólisis. También se identificaron efectos neurotóxicos en dos de los tipos de nematocistos de Cassiopea (birhopaloide y a-isorhiza). La facilidad con la que Cassiopea puede ser recolectada globalmente en manglares y cultivada en el laboratorio, proporciona una clara ventaja para estudiar el veneno de esta especie, que tiene propiedades antitumorales y antiprotozoarias que pueden servir como futuros nuevos agentes farmacológicos y terapéuticos.
Un estudio reciente mostró que el veneno crudo de Cassiopea indujo apoptosis en el tejido de cáncer de mama humano a través de la citotoxicidad mediada por especies reactivas de oxígeno (ROS). Cassiopea, por lo tanto, tiene potencial para el futuro descubrimiento de productos naturales bioactivos a través de enfoques modernos de "venomica" que tienen aplicaciones para dilucidar los mecanismos evolutivos que impulsan la complejidad y diversidad del veneno cnidario.

## Otras consideraciones
Los buceadores que se encuentran con una medusa invertida suelen pensar que es un ejemplar muerto, debido a su color y a su extraña forma de vida.